# أسرة وانغشوك
أسرة وانغشوك هي أسرة الحاكمة في بوتان منذ عام 1917, كانت تحكم منطقة ترونغسا لأنها جزء من أسرة دونغكار تشوجي.